# الميداني بن صالح
الميداني بن صالح (نفطة، 15 نوفمبر 1929 - أريانة، 21 يوليو 2006)، هو شاعر وأديب تونسي.

## حياته
درس في جامعة الزيتونة وجامعة بغداد. إضافة لكونه شاعر وأديبا كان لبن صالح نشاط كبير في المجتمع المدني فقد ساهم في تأسيس الاتحاد العام لطلبة تونس سنة 1956، اتحاد الكتاب التونسيين سنة 1971، الرابطة التونسية للدفاع عن حقوق الإنسان سنة 1977، كما ناضل في صفوف حزب البعث الذي تركه سنة 1987. انتخب سنة 1991 كرئيس لاتحاد الكتاب التونسيين وبقي في منصبه إلى وفاته.
بعدما كان ينشط في دوائر المعارضة البعثية، مال منذ نهاية الثمانينات لمساندة النظام التونسي، وهو ما كان وراء تقليده خمس مرات بأوسمة مختلفة من قبل الرئيس زين العابدين بن علي . ثم وقع تعيينه عام 2005 عضوا في مجلس المستشارين. 

## من مؤلفاته
- قرط أمي (شعر).
- الليل والطريق (شعر).
- زلزال في تل أبيب (شعر).
- من مذكرات خماسي (شعر).
- الموت الخالد (شعر).
- الزحام والأقنعة (شعر).